# Jösse kontrakt
Jösse kontrakt var ett kontrakt inom Karlstads stift av Svenska kyrkan. Kontraktet upphörde 1 april 2015 och ingående församlingar överfördes då till Västra Värmlands kontrakt.
Kontraktskoden var 0906.

## Administrativ historik
Kontraktet bildades omfattade före 2000
- Arvika västra församling
- Älgå församling
- Ny församling
- Arvika östra församling
- Gunnarskogs församling
- Bogens församling som 2010 uppgick i Gunnarskogs försaling
- Köla församling
- Järnskogs församling som 2010 uppgick i Järnskog-Skillingmarks församling
- Skillingmarks församling som 2010 uppgick i Järnskog-Skillingmarks församling
- Eda församling
- Boda församling som 1992 överfördes till Domprosteriet
- Brunskogs församling
- Mangskogs församling

1 december 2000 tillfördes från då upphörda Gillbergs kontrakt
- Stavnäs församling som 2006 uppgick i Stavnäs-Högeruds församling
- Högeruds församling som 2006 uppgick i Stavnäs-Högeruds församling
- Glava församling